# Тортонский ярус
| система                                                                          | отдел      | ярус          | Ниж. граница, млн лет |
| -------------------------------------------------------------------------------- | ---------- | ------------- | --------------------- |
| Антропоген                                                                       | Плейстоцен | Гелазский     | 2,58                  |
| Неоген                                                                           | Плиоцен    | Пьяченцский   | 3,600                 |
| Неоген                                                                           | Плиоцен    | Занклский     | 5,333                 |
| Неоген                                                                           | Миоцен     | Мессинский    | 7,246                 |
| Неоген                                                                           | Миоцен     | Тортонский    | 11,63                 |
| Неоген                                                                           | Миоцен     | Серравальский | 13,82                 |
| Неоген                                                                           | Миоцен     | Лангский      | 15,98                 |
| Неоген                                                                           | Миоцен     | Бурдигальский | 20,45                 |
| Неоген                                                                           | Миоцен     | Аквитанский   | 23,04                 |
| Палеоген                                                                         | Олигоцен   | Хаттский      | больше                |
| Деление и золотые гвозди в соответствии с IUGS по состоянию на декабрь 2024 года |            |               |                       |

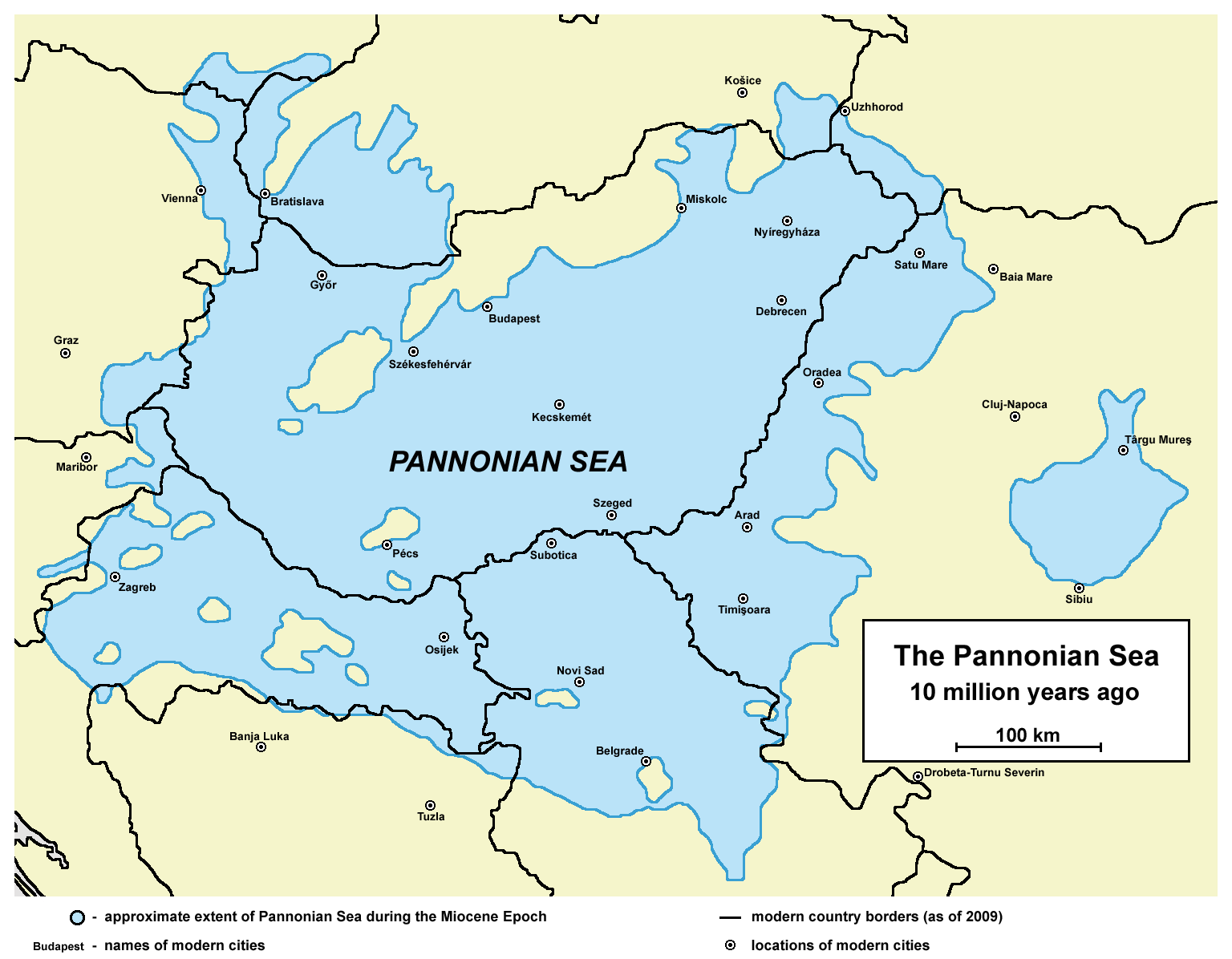
Приблизительное расположение Паннонского моря 10 млн лет назад

Тортонский ярус (тортон) — пятый снизу ярус миоценового отдела неогеновой системы. Породы тортонского яруса образовались на протяжении тортонского века, продолжавшегося от 11,63 до 7,246 млн лет назад.
Этот ярус выделил швейцарский геолог Карл Майер-Эймар в 1857 году на севере Италии. Его название происходит от города Тортона (Италия, область Пьемонт), где он представлен голубыми мергелями с раковинами глубоководных моллюсков. В Восточной Европе ему соответствуют караганский (Karaganian) и конкский (Konkian) региональные ярусы Восточного Паратетиса.